# Agostino Filippuzzi
Agostino Filippuzzi   (Bolonya - Bolonya, segle XVII) va ser un compositor italià que va viure entre els segles xvi i xvii (1621-1679).
No tenim molta informació biogràfica sobre ell, sabem que va néixer a Bolonya el 1621 i que fou el professor de música de G. P. Colonna i un dels músics de la família Angelo (1651-1731). Amb el començament del segle xvii, la seva informació biogràfica es va fer molt escassa. Només sabem que al mateix segle va morir, probablement el 1679.